# فيليس
فيليس وعرف أيضاً باسم فولوز هو أحد الآلهة الرئيسية في الميثولوجيا السلافية وهو إله الأرض والماء والعالم السفلي، ارتبط أيضاً بالصوف والشعر والمواشي والحصاد والثروة والموسيقى والسحر والخداع والظلام، وهو عدو إله الرعد بيرون. كان يتم تصويره على شكل تنين مع خصائص كميرية بجسم ثعبان ورأس دب وأذان مشعرة. كرست أشجار الصفصاف له كما كرست أشجار البلوط لمنافسه بيرون.